# Epidesma venata
Epidesma venata là một loài bướm đêm thuộc phân họ Arctiinae, họ Erebidae.